# زلدي ريالوبيت
زلدي ريالوبيت مواليد 18 فبراير 1967 في الفلبين، هو مدرب كرة سلة فلبيني ولاعب معتزل. بدأ مسيرته الاحترافية في سنة 1989. يبلغ طوله 6 قدم 6 بوصة (2.0 م). مثّل منتخب بلاده. حقق المركز الثاني في دورة الألعاب الآسيوية 1990. اعتزل اللعب في 2005. لعب مع باراكو بول إنرجي وستار هوتشوتز.

## الميداليات
| الميدالية | المسابقة                   |
| --------- | -------------------------- |
| فضية      | دورة الألعاب الآسيوية 1990 |